# Université de Sherbrooke

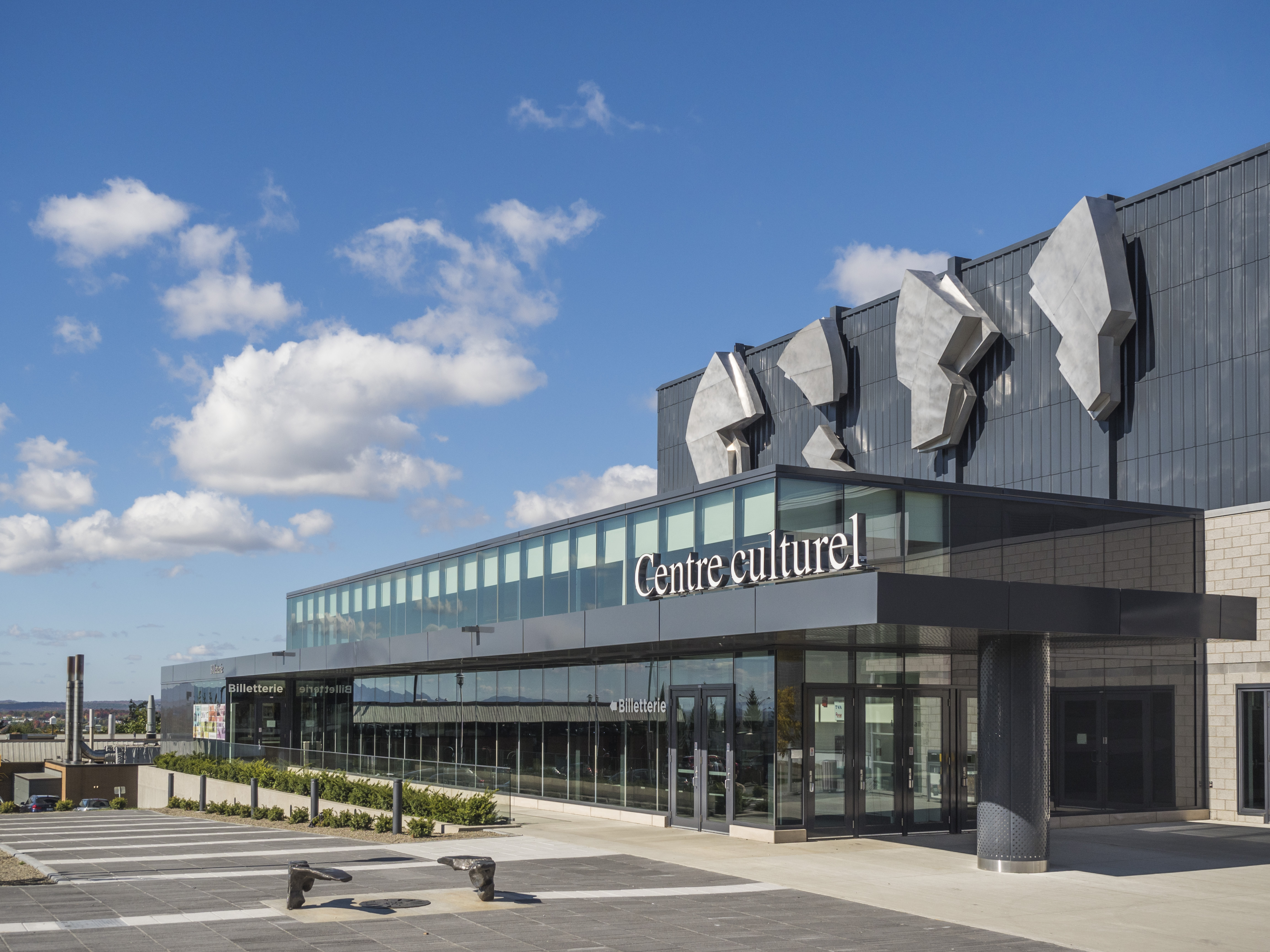
Université de Sherbrooke: Kulturzentrum

Die Université de Sherbrooke ist eine öffentliche, französischsprachige Universität in Sherbrooke und Longueuil, Québec, Kanada.
Die Hochschule wurde 1954 als französischsprachige Katholische Universität in einer englischsprachigen Umgebung gegründet. 1975 wurde erstmals ein Laie Rektor der Hochschule und der reine katholische Bezug wurde, bis auf die Abteilung für Theologie, aufgegeben. Es gibt circa 41.000 Studierende in 46 Bachelor-, 48 Master- and 27 Doktoratsstudienprogrammen.

## Absolventen
- Gabrielle Marceau (* 1960), Hochschullehrerin und Funktionärin in der Welthandelsorganisation